# شیم هه جین
شیم هه جین (انگلیسی: Shim Hye-jin؛ زادهٔ ۶ فوریهٔ ۱۹۶۶) بازیگر، و بازیگر سینما اهل کره جنوبی است. وی از سال ۱۹۸۶ میلادی تاکنون مشغول فعالیت بوده است.
از فیلم‌ها یا برنامه‌های تلویزیونی که وی در آن نقش داشته است می‌توان به ماهی سبز، اقاقیا اشاره کرد.